# 幸福摩天輪
《幸福摩天輪》（英語：Missing You），香港電視廣播有限公司時裝溫情電視劇，是由鍾嘉欣、陳智燊、蔣志光及林夏薇領銜主演，並由樂瞳、黃浩然、姚子羚、羅蘭及陳偉洪聯合演出，監製方駿釗。
此劇是方駿釗晉升監製後的第一部作品，題材講述尋人服務機構「恩明社」為於第二次世界大戰期間失散的家庭尋人故事，當中有一半根據真實的個案改編。

## 演員表

### 恩明社尋人服務組
| 演員           | 角色   | 暱稱／關係 |
| 吳業坤（青年） | 魯文迪 | 魯Sir 尋人組組長/巴士迷 青年時暗戀帥巧巧 |
| 蔣志光         | 魯文迪 | 魯Sir 尋人組組長/巴士迷 青年時暗戀帥巧巧 |
| 陈智燊         | 施亦謙 | 施兄 基金公司員工，後為社工 高級幹事 楊佑銘、施結荷之子 林亦謙同母異父之兄 楊學禮、楊學欣同父異母之兄 魯文迪之下屬 丁芃芝之男友，後分手 康如楓之暗戀對象，後為其男友 |
| 鍾嘉欣         | 康如楓 | 如楓、阿楓、柏家姐（楊學禮專稱） 幹事 魯文迪之下屬 暗戀施亦謙，後為其女友 丁芃芝之情敵，後被其反目，最後和好 參見康家                                                |
| 樂 瞳          | 冼潔貞 | Crystal、洗潔精 成員 魯文迪之下屬 |
| 陳偉洪         | 楊子基 | 機神 成員 畢業於IVE電腦系 魯文迪之下屬 |

### 康家
| 演員   | 角色   | 暱稱／關係 |
| 鄧梓峰 | 康兆雄 | 莊美琳之夫 康如楓、康如柏之父 |
| 呂 珊  | 莊美琳 | 美容師 康兆雄之妻 康如楓、康如柏之母 |
| 鍾嘉欣 | 康如楓 | 如楓、阿楓、柏家姐（楊學禮專稱） 康兆雄、莊美琳之女 康如柏之姊 參見恩明社尋人服務組                                                                  |
| 朱敏瀚 | 康如柏 | 如柏 康如楓之弟 文憑試重考生，后搬去澳洲读书 康兆雄、莊美琳之子 楊學禮之好友 在童年時被人拐走而跌斷腳，最後導致長短腳 于第17集被发现滥药，并成功戒掉 |

### 丁家
| 演員   | 角色   | 暱稱／關係 |
| 李鴻杰 | 芝爸   | 丁韻芝、丁詠芝、丁芃芝之父 曹榮之岳父                                                                                               |
| 方伊琪 | 芝媽   | 丁韻芝、丁詠芝、丁芃芝之母 曹榮之岳母                                                                                               |
| 羅泳嫻 | 丁韻芝 | 丁家長女 曹榮之大姨子 丁詠芝、丁芃芝之大姊                                                                                          |
| 沈可欣 | 丁詠芝 | 收銀員 丁家次女 曹榮之妻 丁韻芝之妹 丁芃芝之二姊                                                                                    |
| 李泳豪 | 曹 榮  | 巴士司機 丁詠芝之夫 丁韻芝之妹夫 丁芃芝之姐夫                                                                                       |
| 林夏薇 | 丁芃芝 | 丁家幼女 丁韻芝、丁詠芝之妹 曹榮之小姨子 施亦謙之女友，後分手 康如楓之情敵，後猜忌其，最後和好 盧彥邦之上司兼女友，被其陷害，後分手 |

### 龍鳳茶餐廳
| 演員   | 角色   | 暱稱／關係                                    |
| 李成昌 | 何英龍 | 龍哥 老闆 參見尋找失散50年兄妹情（第7-10集）  |
| 林淑敏 | 文婉嫻 | 靚媽、嫻姐 顧客 參見尋找親生母親（第12-15集） |
| 林詠渝 | 陳小雲 | 小雲 顧客 參見尋找親生母親（第12-15集）       |
| 梁舜燕 | 田 婆  | 顧客                                          |
| 陳狄克 | 祥 叔  | 夥計                                          |
| 葉志華 | 東 哥  | 夥計                                          |
| 王致迪 | 水吧仔 | 夥計                                          |
| 余子明 | 昆 叔  | 龍鳳茶餐廳業主                                |

### 與個案有關的人物

#### 尋找失散兄弟（第1－2集）
| 演員            | 角色   | 暱稱／關係 |
| 羅鈞滿（青年）  | 張志華 | 張伯 1935年出生 張志強之兄 於1953年18歲時與張志強在戰亂中失散 因哭得太多而患上乾眼症 被張志強誤會在六十年前拋下其不管而被其憎恨，于第2集和好 |
| 岳 華           | 張志華 | 張伯 1935年出生 張志強之兄 於1953年18歲時與張志強在戰亂中失散 因哭得太多而患上乾眼症 被張志強誤會在六十年前拋下其不管而被其憎恨，于第2集和好 |
| 鍾紹圖 （童年） | 張志強 | 1943年出生 張志華之弟 於1953年10歲時與張志華在戰亂中失散 誤會張志華在六十年前拋下其不管而對其憎恨，於第2集和好                               |
| 劉 江           | 張志強 | 1943年出生 張志華之弟 於1953年10歲時與張志華在戰亂中失散 誤會張志華在六十年前拋下其不管而對其憎恨，於第2集和好                               |
| 鍾志光          | 堂 叔  | 張志華、張志強之堂叔 |
| 何佩珉          | 淑 賢  | 張志華之相親對象 |

#### 尋找愛兒（第2集）
| 演員   | 角色   | 暱稱／關係                                                     |
| 陳國邦 | 蔣炳權 | 蔣文浩之父 有讀寫障礙                                          |
| 朱婉儀 | 唐麗嫦 | 拐走蔣文浩 自己的兒子在四年前某個晚上因交通意外去世 患有精神病 |
|        | 蔣文浩 | 蔣炳權之子 被唐麗嫦拐走                                        |

#### 尋找失散50年的弟妹（第2－6集）
| 演員           | 角色   | 暱稱／關係 |
| 姚子羚（青年） | 許玉梅 | 梅婆婆 許玉安（許明德）、許明霞（許玉琪）之姊，因被許玉安不滿當舞女而反目兼憎恨其為何50年都不找許玉安（許明德）和許玉琪（許明霞），最後於第6集和好 樊永信之女友 烈之情婦 於六十年代當夜總會舞女，後因烈手下槍擊樊永信而到台灣避難 於1963年9月（在台灣）因殺死烈而被監禁五十年而與許玉安失散，後團聚 嬌姨之好友 以為樊永信已去世，于第5集在施亦謙和康如楓的幫助下與其重見 |
| 羅 蘭（老年）  | 許玉梅 | 梅婆婆 許玉安（許明德）、許明霞（許玉琪）之姊，因被許玉安不滿當舞女而反目兼憎恨其為何50年都不找許玉安（許明德）和許玉琪（許明霞），最後於第6集和好 樊永信之女友 烈之情婦 於六十年代當夜總會舞女，後因烈手下槍擊樊永信而到台灣避難 於1963年9月（在台灣）因殺死烈而被監禁五十年而與許玉安失散，後團聚 嬌姨之好友 以為樊永信已去世，于第5集在施亦謙和康如楓的幫助下與其重見 |
| 黃浩然（青年） | 樊永信 | 警察，於1991年退休 許玉梅之男友 許玉安之天敵，後和好 被許玉梅以為已去世，于第5集在施亦謙和康如楓的幫助下與其重見 |
| 周骢（老年）   | 樊永信 | 警察，於1991年退休 許玉梅之男友 許玉安之天敵，後和好 被許玉梅以為已去世，于第5集在施亦謙和康如楓的幫助下與其重見 |
| 梁烈唯（青年） | 許明德 | 原名許玉安 花嫁美容集團主席 許玉梅之弟，不滿當舞女而反目兼憎恨其為何50年都不找自己和許玉琪（許明霞），最後於第6集和好 許玉琪（許明霞）之兄 樊永信之天敵，後和好 於六十年代為19歲學生 與許玉梅失散，後團聚 |
| 罗乐林（老年） | 許明德 | 原名許玉安 花嫁美容集團主席 許玉梅之弟，不滿當舞女而反目兼憎恨其為何50年都不找自己和許玉琪（許明霞），最後於第6集和好 許玉琪（許明霞）之兄 樊永信之天敵，後和好 於六十年代為19歲學生 與許玉梅失散，後團聚 |
| 石天欣（青年） | 許明霞 | 原名許玉琪 花嫁美容集團校長 許玉梅、許玉安（許明德）之妹 於六十年代為17歲學生 曾患肺癆 與許玉梅失散，後團聚 |
| 盧宛茵（老年） | 許明霞 | 原名許玉琪 花嫁美容集團校長 許玉梅、許玉安（許明德）之妹 於六十年代為17歲學生 曾患肺癆 與許玉梅失散，後團聚 |
| 鄭子誠         | 烈     | 黑社會頭目 許玉梅之情夫 與許玉梅移居台灣，後欲加害許玉安、許玉琪而被許玉梅殺死 |
| 姚瑩瑩         | 嬌 姨  | 許玉梅之好友 夜總會負責人 |
|                |        | 許玉安（許明德）之長女，已婚及有子女 許玉梅、許玉琪（許明霞）之長姪女 僅被許玉琪（許明霞）提及 |
|                |        | 許玉安（許明德）之幼女，已婚及有子女 許玉梅、許玉琪（許明霞）之幼姪女 僅被許玉琪（許明霞）提及 |
|                |        | 許玉琪（許明霞）之長子，已婚 許玉梅、許玉安（許明德）之長外甥 僅被許玉琪（許明霞）提及 |
|                |        | 職業：花嫁美容集團（職銜不明） 許玉琪（許明霞）之幼子，已婚 許玉梅、許玉安（許明德）之次外甥 僅被許玉琪（許明霞）提及 |
|                |        | 許玉琪之幼女，已有男友 許玉梅、許玉安（許明德）之幼外甥女 僅被許玉琪（許明霞）提及 |

#### 尋找失散50年兄妹情（第7-10集）
| 演員           | 角色   | 暱稱／關係 |
| 劉彥夆（童年） | 何英龍 | 龍鳳茶餐廳老闆 梁二妹之子 尹翠鳳之孿生兄 施亦謙之老友 被尹妙蘭欺騙及利用 于第10集捐肝給尹翠鳳，與其團聚                                 |
| 李成昌         | 何英龍 | 龍鳳茶餐廳老闆 梁二妹之子 尹翠鳳之孿生兄 施亦謙之老友 被尹妙蘭欺騙及利用 于第10集捐肝給尹翠鳳，與其團聚                                 |
| 林淽諾（童年） | 尹妙蘭 | 龍鳳茶餐廳新業主 何英鳳之金蘭姊妹 欺騙及利用何英龍，後和好 假冒何英鳳                                                                   |
| 馬海倫         | 尹妙蘭 | 龍鳳茶餐廳新業主 何英鳳之金蘭姊妹 欺騙及利用何英龍，後和好 假冒何英鳳                                                                   |
| 冼愷晴（童年） | 尹翠鳳 | 原名何英鳳 梁二妹之女 何英龍之孿生妹 尹妙蘭之金蘭姊妹，並被其冒充 6歲時被賣給尹氏夫妻 被何英龍以為已去世 于第10集獲何英龍捐肝，與其團聚 |
| 冼迪琦（少年） | 尹翠鳳 | 原名何英鳳 梁二妹之女 何英龍之孿生妹 尹妙蘭之金蘭姊妹，並被其冒充 6歲時被賣給尹氏夫妻 被何英龍以為已去世 于第10集獲何英龍捐肝，與其團聚 |
| 蘇恩磁         | 尹翠鳳 | 原名何英鳳 梁二妹之女 何英龍之孿生妹 尹妙蘭之金蘭姊妹，並被其冒充 6歲時被賣給尹氏夫妻 被何英龍以為已去世 于第10集獲何英龍捐肝，與其團聚 |
| 蘇麗明         | 梁二妹 | 何英龍、何英鳳之母 已去世 |
| 黃梓瑋         | 尹淑妙 | 買下何英鳳（尹翠鳳） 在沙田開皮革廠 |

#### 尋找親夫（第10-11集）
| 演員   | 角色   | 暱稱／關係                                        |
| 溫裕紅 | 江笑菊 | 邱文輝之妻，後離婚，最後復合                      |
| 楊證樺 | 邱文輝 | 江笑菊之夫 因其弟弟欠債而被迫與江笑菊離婚，後復合 |

#### 尋找親生母親（第12-15集）
| 演員   | 角色   | 暱稱／關係                                                                                            |
| 李思欣 | 鍾彩妮 | Cherry 陳小雲之生母 於第14集錯手滾水燙傷陳小雲而令其接受植皮手術 於第15集罪成，判監禁一個月和緩刑一年 |
| 李家聲 | 梁承貴 | 貴哥 文婉嫻之夫 陳小雲之養父                                                                          |
| 林淑敏 | 文婉嫻 | 靚媽、嫻姐 梁承貴之妻 陳小雲之養母 受鍾彩妮托照顧陳小雲                                               |
| 林詠渝 | 陳小雲 | 小雲 鍾彩妮之女 梁承貴、文婉嫻之養女 於第14集被鍾彩妮滾水燙傷而接受植皮手術 於第15集改名為梁小雲      |
| 區靄玲 | 鍾 太  | 鍾彩妮之母                                                                                            |
| 歐瑞偉 | 盧俊邦 | Gary 酒吧老闆 鍾彩妮之前男友                                                                          |
| 陳志健 | Taylor | 拳手 Kelly之男友 鍾彩妮之前男友                                                                       |
| 黃子恆 | Ken    | 攝影師 鍾彩妮之前男友                                                                                 |
| 劉天龍 | 哥     | 電影公司職員 負責招聘臨時演員                                                                         |
| 曾琬莎 | Katy   | 社工 負責跟進陳小雲個案                                                                               |

#### 尋找失蹤自閉症兒童（第16集）
（影射庾文翰失蹤事件）
| 演員   | 角色   | 暱稱／關係                                                                                        |
| 韓毓霞 | 徐秀萍 | 莫伟樑（樑仔）之母                                                                                |
|        | 黎 星  | 患有自閉症 在大陸失蹤，被清遠人家收養 黎塚根、毛文棋之養子 被安排與徐秀萍相見，後証實其不是莫伟樑 |
| 鄭恕峰 | 黎塚根 | 根叔 清遠農民 毛文棋之夫 黎星之養父 收養黎星                                                      |
| 曾玉娟 | 毛文棋 | 根嬸 清遠農民 黎塚根之妻 黎星之養母                                                               |
| 吳幸美 | 余雪麗 | 余姑娘 義工                                                                                       |

#### 尋找異兄（第17-18集）
| 演員           | 角色   | 暱稱／關係 |
| 夏竹欣（青年） | 施結荷 | 患有腦退化症 施亦謙、林亦謙之母 楊佑銘之情人，後被唐碧曌拆散，並誤會兼憎恨其 林國彰之妻 於第18集因腦退化導致心衰竭而病逝 |
| 韓馬利         | 施結荷 | 患有腦退化症 施亦謙、林亦謙之母 楊佑銘之情人，後被唐碧曌拆散，並誤會兼憎恨其 林國彰之妻 於第18集因腦退化導致心衰竭而病逝 |
| 何傲兒         | 林亦謙 | Hailey 加籍少女 林國彰、施結荷之女 施亦謙同母異父之妹                                                                    |
| 李藍（童年）   | 施亦謙 | 施兄 楊佑銘、施結荷之子 林亦謙同母異父之兄 楊學禮、楊學欣同父異母之兄 參見恩明社尋人服務組                               |
| 陳智燊         | 施亦謙 | 施兄 楊佑銘、施結荷之子 林亦謙同母異父之兄 楊學禮、楊學欣同父異母之兄 參見恩明社尋人服務組                               |
|                | 林國彰 | 已去世 林亦謙之父 施結荷之夫                                                                                             |

#### 揭亦謙身世之謎（第18-20集）
| 演員           | 角色   | 暱稱／關係 |
| 梁證嘉（青年） | 楊佑銘 | 楊官、佑銘 大法官 唐碧曌之夫 早於「尋找親生母親」單元出現 施亦謙、楊學禮、楊學欣之父 施結荷之情人，被其誤會兼憎恨 |
| 張國強         | 楊佑銘 | 楊官、佑銘 大法官 唐碧曌之夫 早於「尋找親生母親」單元出現 施亦謙、楊學禮、楊學欣之父 施結荷之情人，被其誤會兼憎恨 |
| 孫慧雪（青年） | 唐碧曌 | 楊佑銘之妻，實為其與施結荷的第三者，並拆散其們 楊學禮、楊學欣之母 患有心臟兩條血管閉塞 於第19集為了不讓施亦謙與楊佑銘相認而向施亦謙説謊施結荷是第三者，之後在楊佑銘面前假裝患子宮頸癌，並提議移民英國（其實是想避開施亦謙），於第20集被康如楓揭發 |
| 謝雪心         | 唐碧曌 | 楊佑銘之妻，實為其與施結荷的第三者，並拆散其們 楊學禮、楊學欣之母 患有心臟兩條血管閉塞 於第19集為了不讓施亦謙與楊佑銘相認而向施亦謙説謊施結荷是第三者，之後在楊佑銘面前假裝患子宮頸癌，並提議移民英國（其實是想避開施亦謙），於第20集被康如楓揭發 |
| 鄭俊弘         | 楊學禮 | Sam 音樂組隊成員 楊佑銘、唐碧曌之子 楊學欣之兄 施亦謙同父異母之弟 康如柏之好友 |
|                | 楊學欣 | Sonia 楊佑銘、唐碧曌之女 施亦謙同父異母之妹 楊學禮之妹 已移民英國 |

### 其他演員
| 演員   | 角色                   | 暱稱／關係                                                                                      |
| 楊 明  | 盧彥斌                 | Marcus 基金經理 丁芃芝之下屬 喜歡康如楓，後喜歡丁芃芝 陷害丁芃芝而致其辭職 於第18集與丁芃芝分手 |
| 蔡康年 | Roger                  | 丁芃芝之上司                                                                                    |
| 蔡曜力 | 张先生                 | 银行员工之负责尹小姐贷款（第8集）                                                               |
| 許碧姬 | 戴 銀                  | 恩明社顧客（第1集）                                                                             |
| 李麗麗 | 王少芬                 | 到恩明社要求尋找其兒子，後發現兒子已去世（第2－3集）                                            |
| 曾 敏  | 舞小姐                 | 許玉梅之同事                                                                                    |
| 陳芷尤 | 舞小姐                 | 許玉梅之同事                                                                                    |
| 甄敏婷 | 舞小姐                 | 許玉梅之同事                                                                                    |
| 劉蔚萱 | 舞小姐                 | 許玉梅之同事                                                                                    |
| 陳 堃  | 警 探                  | 樊永信之同事                                                                                    |
| 葉家泓 | 警 探                  | 樊永信之同事                                                                                    |
| 羅浩楷 | 鍾探長                 |                                                                                                 |
| 譚坤倫 | 攝影師                 |                                                                                                 |
| 劉桂芳 | 大 媽                  | 兒童之家的家長                                                                                  |
| 曾慧雲 | 細 媽                  | 兒童之家的家長                                                                                  |
| 洪煒晉 | 男 孩                  | 兒童之家的孤兒                                                                                  |
| 洪煒恆 | 男 孩                  | 兒童之家的孤兒                                                                                  |
| 徐 榮  | 曾先生                 | 患有精神病（第7、20集）                                                                         |
| 何慶輝 | 人事部職員             |                                                                                                 |
| 郭田葰 | 醫 生                  | （第9集）                                                                                       |
| 鄧永健 | 男 子                  | 於蘭桂坊欲帶走冼潔貞（第10集）                                                                  |
| 關浩揚 | 男 子                  | 於蘭桂坊欲帶走冼潔貞（第10集）                                                                  |
| 黃栢文 | 貨倉工人               | 邱文輝之好友（第11集）                                                                          |
| 胡中慧 | 蔡慕蓮                 | 酒家知客（第11集）                                                                              |
| 林穎彤 | 羅美詩                 | Macy 冼潔貞之好友，後反目（第11集）                                                             |
| 陳欣淘 | Jessie                 | 冼潔貞之最好朋友，後反目（第11集）                                                              |
| 陳亭嘉 | 冼潔貞之朋友（第11集） |                                                                                                 |
| 尹詩沛 | 冼潔貞之朋友（第11集） |                                                                                                 |
| 陳婉婷 | 冼潔貞之朋友（第11集） |                                                                                                 |
| 陳建文 | Thomas                 | 音樂組隊成員 康如柏、楊學禮之好友                                                               |
| 楊潮凱 | Chris                  | 音樂組隊成員 康如柏、楊學禮之好友                                                               |
| 方紹聰 |                        | 音樂組隊成員 康如柏、楊學禮之好友                                                               |
| 劉 俐  | 斌女友                 | 盧彥斌之女友（第19集）                                                                          |
| 潘曉彤 | 帥巧巧                 | 大學生（青年） 魯文迪年青時之暗戀對象 中年時當巴士司機（第19、20集）                            |
| 鄭世豪 | happy                  | 第十七集出現                                                                                    |
| 廖素屏 | 丁澤敏                 | 巴士司機 被魯文迪誤以為是暗戀對象帥巧巧，並且由於身形龐大和態度惡劣而嚇走了魯文迪               |
| 李 豪  |                        | 帥巧巧年青時之男友（第19集）                                                                    |
| 林秀怡 | 青年情侶               | （第20集）                                                                                      |

## 記事
- 2012年5月17日：此劇於12:30在將軍澳電視廣播城一廠灰位舉行試造型記者會。[2]
- 2012年5月28日：此劇演員鍾嘉欣、陳智燊於九龍旺角的花園街拍攝外景。
- 2012年5月31日：此劇演員鍾嘉欣於尖沙咀的金巴利道拍攝外景。
- 2012年6月1日：此劇演員鍾嘉欣、陳智燊、羅蘭於九龍深水埗的汝州街拍攝外景。
- 2012年6月2日：此劇演員鍾嘉欣、陳智燊於西環的石塘咀拍攝外景。
- 2012年6月22日：此劇於14:00在將軍澳電視廣播城十三廠開鏡拜神。[3]
- 2012年7月1日：此劇演員鍾嘉欣、陳智燊於九龍尖沙咀的河內道拍攝外景。
- 2012年7月6日：此劇演員鍾嘉欣、陳智燊於深水埗的大埔道休憩花园拍攝外景。
- 2012年7月10日：此劇演員鍾嘉欣於九龍旺角的弼街拍攝外景。
- 2012年7月13日：此劇演員鍾嘉欣、陳智燊於九龍的觀塘巧明街拍攝外景。
- 2012年7月18日：此劇演員鍾嘉欣、陳智燊、陳偉洪、樂瞳、楊證樺、蒋志光於九龍太子道和油麻地的上海街拍攝外景。
- 2012年7月21日：此劇演員鍾嘉欣於九龍的九龍湾宏泰道拍攝外景。
- 2012年8月8日：此劇演員李家聲、李思欣、林淑敏於將軍澳翠河餐廳拍攝外景。
- 2012年8月12日：此劇演員鍾嘉欣、陳智燊於旺角行人專用區拍攝外景。
- 2012年8月13日：此劇演員鍾嘉欣、陳智燊於油麻地窩打老道拍攝外景。
- 2012年8月22日：此劇製作完成。
- 2012年12月14日：此劇於15:00在西九龍中心舉行第一場宣傳活動。
- 2013年1月5日：此劇於14:30在屯門青山公路1號黃金海岸廣場地下棕櫚廣場舉行「幸福近在咫尺」宣傳活動。

## 原創歌曲派台成績
| 派台歌曲成績 | 派台歌曲成績 | 派台歌曲成績 | 派台歌曲成績 | 派台歌曲成績 | 派台歌曲成績 | 派台歌曲成績 |
| 主唱         | 歌曲         | 上榜年       | 叱咤903      | RTHK         | 新城997      | TVB勁歌金榜  |
| ------------ | ------------ | ------------ | ------------ | ------------ | ------------ | ------------ |
| 鍾嘉欣       | 幸福歌       | 2013年       | -            | 8            | 2            | -            |

## 收視
以下為本劇於翡翠台、高清翡翠台之收視紀錄：
| 週次 | 集數   | 日期                         | 平均收視 | 最高收視 |
| 1    | 01－04 | 2012年12月18日－12月21日     | 26點     | 28點     |
| 2    | 05－09 | 2012年12月24日－12月28日     | 25點     |          |
| 3    | 10－14 | 2012年12月31日－2013年1月4日 | 25點     | 27點     |
| 4    | 15－20 | 2013年1月7日－1月11日        | 26點     | 28點     |
| 全劇 | 全劇   | 全劇                         | 25點     | 28點     |

## 外部連結
- 《幸福摩天輪》 GOTV 第1集重溫